# Phyllarthrius africanus
Phyllarthrius africanus är en skalbaggsart som beskrevs av Hope 1843. Phyllarthrius africanus ingår i släktet Phyllarthrius och familjen långhorningar.
Artens utbredningsområde är:
- Liberia.
- Sierra Leone.

Inga underarter finns listade i Catalogue of Life.